# Goephanes flavovittipennis
Goephanes flavovittipennis là một loài bọ cánh cứng trong họ Cerambycidae.